# TeX Live
TeX Live — найбільший кросплатформений дистрибутив TeX/LaTeX, який випускається Групою користувачів TeX (TUG, TeX users group).
TeXLive — повноцінна TeX-система для більшості типів Unix, включаючи Linux та Mac OS X, а також Windows. TeXLive включає всі головні вільно-доступні програми, що пов'язані з TeX, макро-пакети та шрифти, включаючи підтримку багатьох мов світу. DVD версія не потребує встановлення і може працювати з диску.
Дистрибутив можна придбати або безкоштовно завантажити на сторінці розробника [Архівовано 13 червня 2006 у Wayback Machine.].